# إد ورلي
إد ورلي هو سياسي أمريكي، ولد في 28 ديسمبر 1956 في ويليامسون في الولايات المتحدة. نشط حزبياً في الحزب الديمقراطي. وقد انتخب عضو مجلس ولاية كنتاكي ‏.